# Eirene lacteoides
Eirene lacteoides is een hydroïdpoliep uit de familie Eirenidae. De poliep komt uit het geslacht Eirene. Eirene lacteoides werd in 1992 voor het eerst wetenschappelijk beschreven door Kubota & Horita. 